# Crocidura trichura
Il toporagno dell'isola di Natale (Crocidura trichura (Dobson in Thomas, 1889)) è un toporagno della famiglia dei Soricidi, endemico dell'Isola di Natale.

## Descrizione

### Dimensioni
Toporagno di piccole dimensioni, con la lunghezza della testa e del corpo tra 65 e 82 mm, la lunghezza della coda tra 63 e 75 mm e un peso fino a 6 g.

### Aspetto
Il colore generale del corpo varia tra il marrone chiaro o il bruno-rossastro e il grigio scuro. La coda è più corta della testa e del corpo ed è densamente ricoperta di setole.

## Biologia

### Comportamento
Si rifugia nei buchi delle rocce e sotto le radici degli alberi.

### Alimentazione
Si nutre principalmente di piccoli coleotteri.

## Distribuzione e habitat
Questa specie è conosciuta soltanto sull'Isola di Natale.
Vive nelle foreste pluviali.

## Conservazione
La Lista rossa IUCN classifica Crocidura trichura come specie in pericolo critico di estinzione (Critically Endangered).